# 南滨公园
南滨公园是一处位于重庆南岸区南滨路的城市公园。

## 历史
公园2005年5月1日正式对外开放，整体呈带状，由六大主要景区构成，主要展示巴渝文化，分别是：
- 黄葛晚渡
- 海棠烟雨
- 字水霄灯
- 龙门浩月
- 峡江开埠
- 禹王遗踪

其中前四处为古巴渝十二景，成为旅游景点由来已久。